# Rhagomyini
Rhagomyini – monotypowe plemię ssaków z podrodziny bawełniaków (Sigmodontinae) w obrębie rodziny chomikowatych (Cricetidae).

## Rozmieszczenie gepgraficzne
Plemię obejmuje gatunki występujące w Ameryce Południowej.

## Morfologia
Długość ciała (bez ogona) 82–103 mm, długość ogona 85–107 mm, długość ucha 10–15 mm, długość tylnej stopy 17–22 mm; masa ciała 16–32 g.

## Systematyka
Plemię wyróżnił w 2022 roku międzynarodowy zespół zoologów (Argentyńczycy Ulyses Francisco José Pardiñas i Christophe Ronez, Ekwadorczycy Nicolás Tinoco i Jorge Brito M., Francuz Franck Barbière, Chilijka Carola Cañón, Brazylijka Gisele Mendes Lessa oraz Niemka Claudia Koch) w artykule zatytułowanym Różnice morfologiczne w hiperróżnorodnym kladzie ssaków: nowy morfotyp i plemię neotropikalnych chomikowatych, opublikowanym w czasopiśmie „Zoological Journal of the Linnean Society”. Rodzaj Rhagomys zdefiniował w 1917 roku angielski zoolog Oldfield Thomas w artykule zatytułowanym O układzie południowoamerykańskich szczurów spokrewnionych z Oryzomys i Rhipidomys, opublikowanym w czasopiśmie „The Annals and magazine of natural history”. Gatunkiem typowym jest (oryginalne oznaczenie) drzewomyszor rudawy (R. rufescens). 

### Etymologia
Rhagomys: gr. ῥαξ rhax, ῥαγος rhagos ‘grono, jagoda’; μυς mus, μυος muos ‘mysz’; Pardiñas i współpracownicy (2022) sugerują również kombinacją: ῥαγοω rhagoō ‘pęknąć’; μυς mus, μυος muos ‘mysz’.

### Podział systematyczny
Do plemienia należy jeden rodzaj Rhagomys z następującymi gatunkami:
| Grafika | Gatunek                  | Autor i rok opisu                                         | Nazwa zwyczajowa           | Podgatunki         | Rozmieszczenie geograficzne | Podstawowe wymiary                             | Status IUCN |
| ------- | ------------------------ | --------------------------------------------------------- | -------------------------- | ------------------ | --- | ---------------------------------------------- | ----------- |
|         | Rhagomys longilingua     | Luna & B.D. Patterson, 2003                               | drzewomyszor długojęzykowy | gatunek monotypowy | rozproszone miejsca we wschodnich zboczach Andów w środkowej i południowo-wschodniej Peru i środkowo-zachodniej Boliwii; zakres wysokości: 450–2100 m n.p.m. | DC: 8,9–10,3 cm DO: 9,3–10,4 cm MC: 25–35 g    | LC          |
|         | Rhagomys septentrionalis | Moreno Cárdenas, Tinoco, L. Albuja & B.D. Patterson, 2021 |                            | gatunek monotypowy | endemit Ekwadoru: zachodnie pogórze Cordillera del Cóndor (Zamora-Chinchipe)                                                                                 | DC: około 9 cm DO: około 10 cm MC: brak danych | NE          |
|         | Rhagomys rufescens       | (O. Thomas, 1886)                                         | drzewomyszor rudawy        | gatunek monotypowy | endemit Brazylii: Espírito Santo, Minas Gerais, Rio de Janeiro, São Paulo i Santa Catarina; zakres wysokości: 0–1700 m n.p.m.                                | DC: 8,2–9,8 cm DO: 8,5–10,7 cm MC: 16–32 g     | VU          |
|         | Rhagomys jequitiba       | Bonvicino, Pires, Lanes & Faria, 2024                     |                            | gatunek monotypowy | endemit Brazylii: znany tylko z miejsca typowego w gminie Alto Jequitibá, Minas Gerais                                                                       | DCO: 16,4–20,4 cm MC: 11–26 g                  | NE          |

Kategorie IUCN:  LC  – gatunek najmniejszej troski,  VU  – gatunek narażony;  NE  – gatunki niepoddane jeszcze ocenie.